# Staatswald Galm
Der Staatswald Galm (französisch Forêt domaniale du Galm, italienisch Foresta statale di Galm) ist neben den grösseren Seen das einzige Gebiet der Schweiz, das keiner Gemeinde zugeordnet ist. Er gehört direkt dem Kanton an, dies im Gegensatz zu den Kommunanzen im Kanton Tessin, welche im Gemeinschaftsbesitz mehrerer Gemeinden stehen.

## Geographie
Das Gebiet Galm steht unter der direkten Oberhoheit des Kantons Freiburg. Es hat eine Fläche von 257 ha (2,57 km²) und liegt im Seebezirk. Die BFS-Nr. lautet: 2391 (bis 31. Dezember 2003: 2285).

## Geschichte und Entstehung
Der Galmwald wurde im Jahr 1342 durch den damaligen Landesherrn, den Grafen Aymon von Savoyen, zur Nutzung freigegeben. Dies führte jedoch zu schwerwiegenden Verwüstungen durch übermässigen Holzschlag und Waldweide (besonders mit Schweinen). Unter dem Einfluss neuer forstwirtschaftlicher Lehren nahmen die eidgenössischen Orte Bern und Freiburg das Gebiet des Galmwaldes im 18. Jahrhundert unter gemeinsame Verwaltung und kontrollierten und erlaubten nur noch die partielle Nutzung. Letztlich musste später ein Drittel des Waldes eingezäunt und von jeglicher Nutzung ausgeschlossen werden. Mit der Mediationsakte teilte Napoléon Bonaparte den Galmwald im Jahr 1803 dem Kanton Freiburg zu. So wurde er zum Staatswald und letztlich zum Schweizer Unikum. Der Galmwald wurde 1811 zwischen den umliegenden Gemeinden aufgeteilt (ca. 100 ha). Der Rest, ein Gebiet von 270 ha, wurde dem Kanton Freiburg zugeteilt. Bis heute ist das Gebiet keiner Gemeinde angegliedert worden.

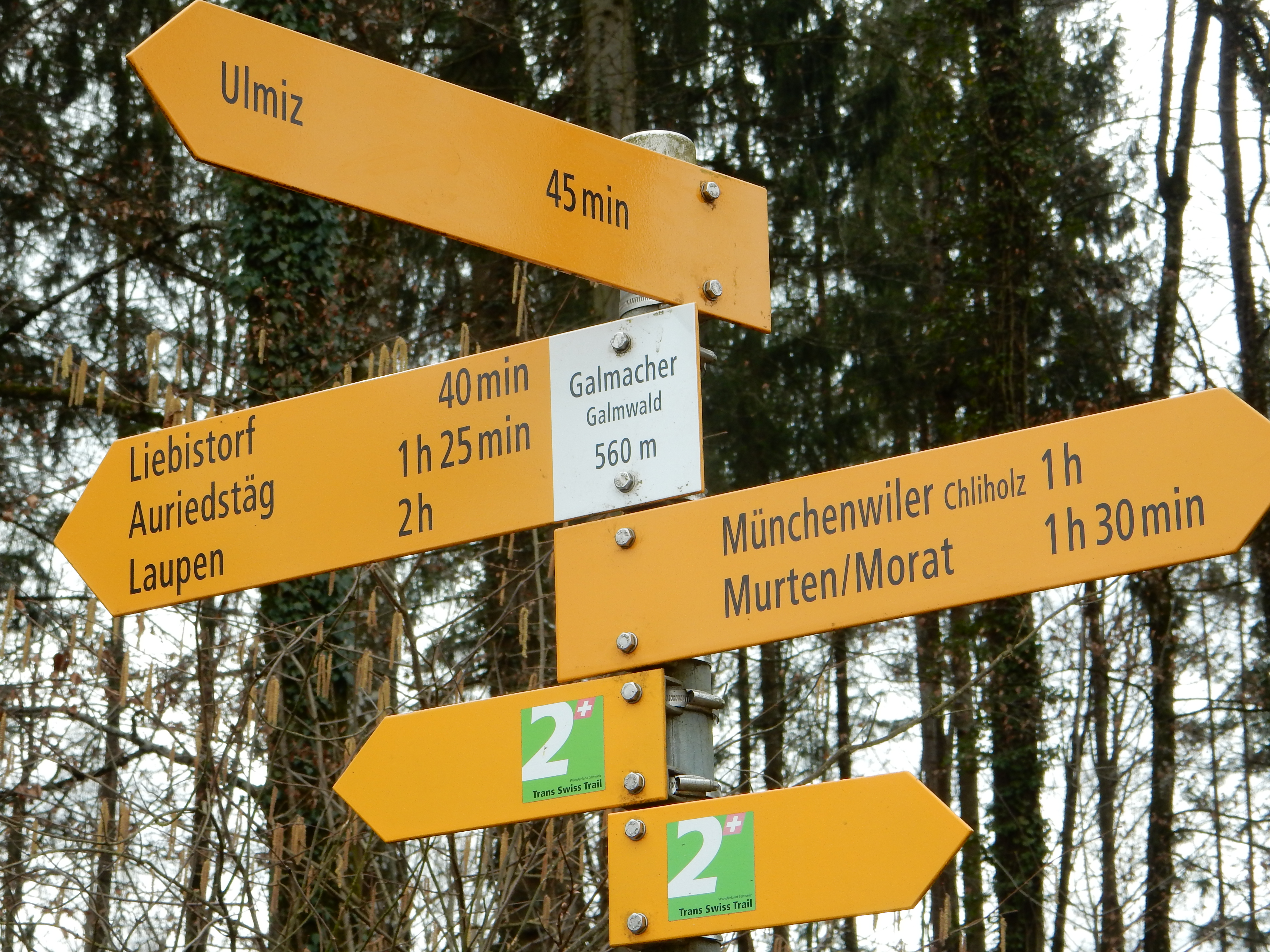
Wanderwegweiser bei Galmacher im Staatswald Galm
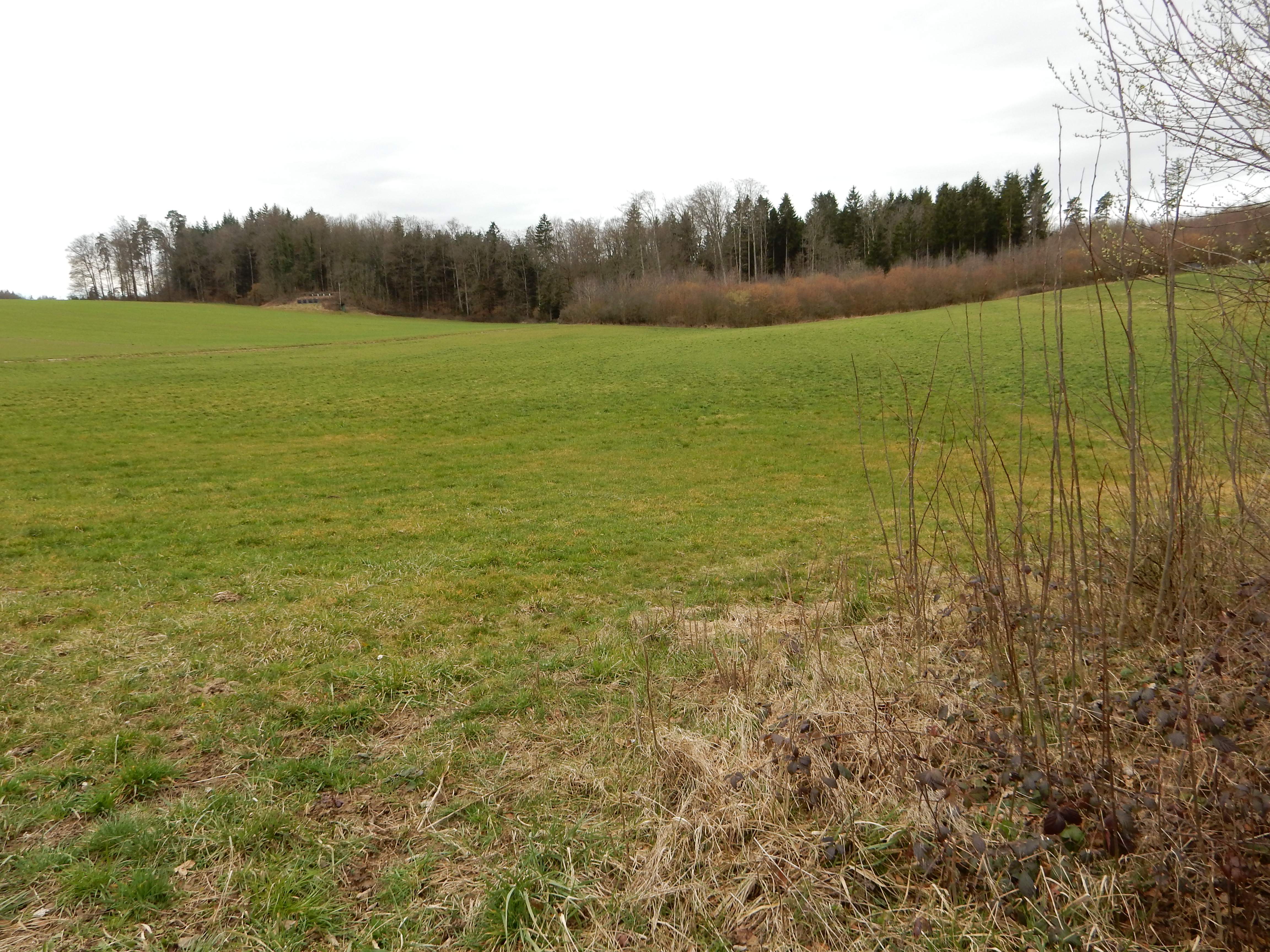
Der Staatswald Galm beim Galmfeld
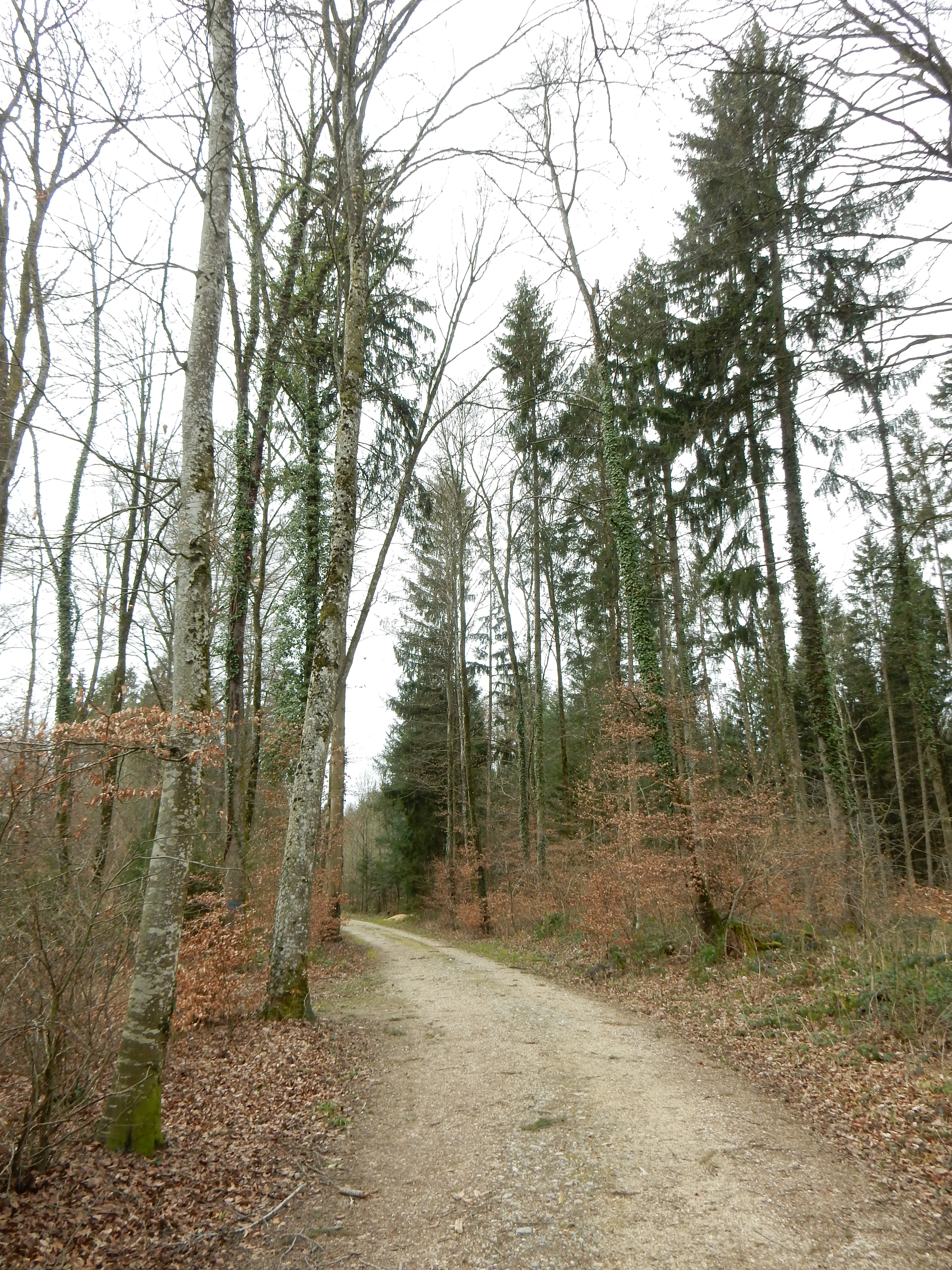
Im Staatswald Galm
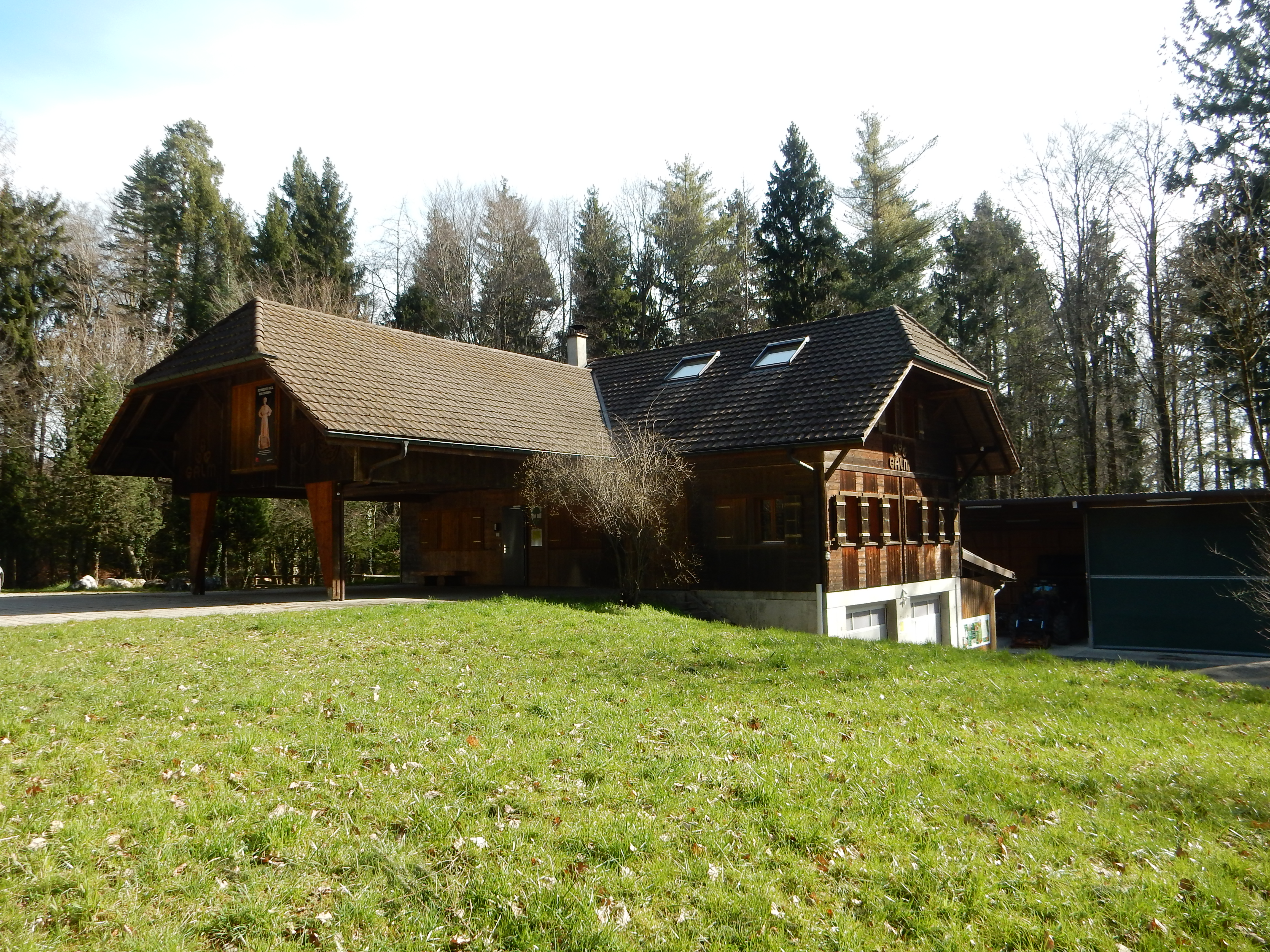
Forsthütte Galmwald
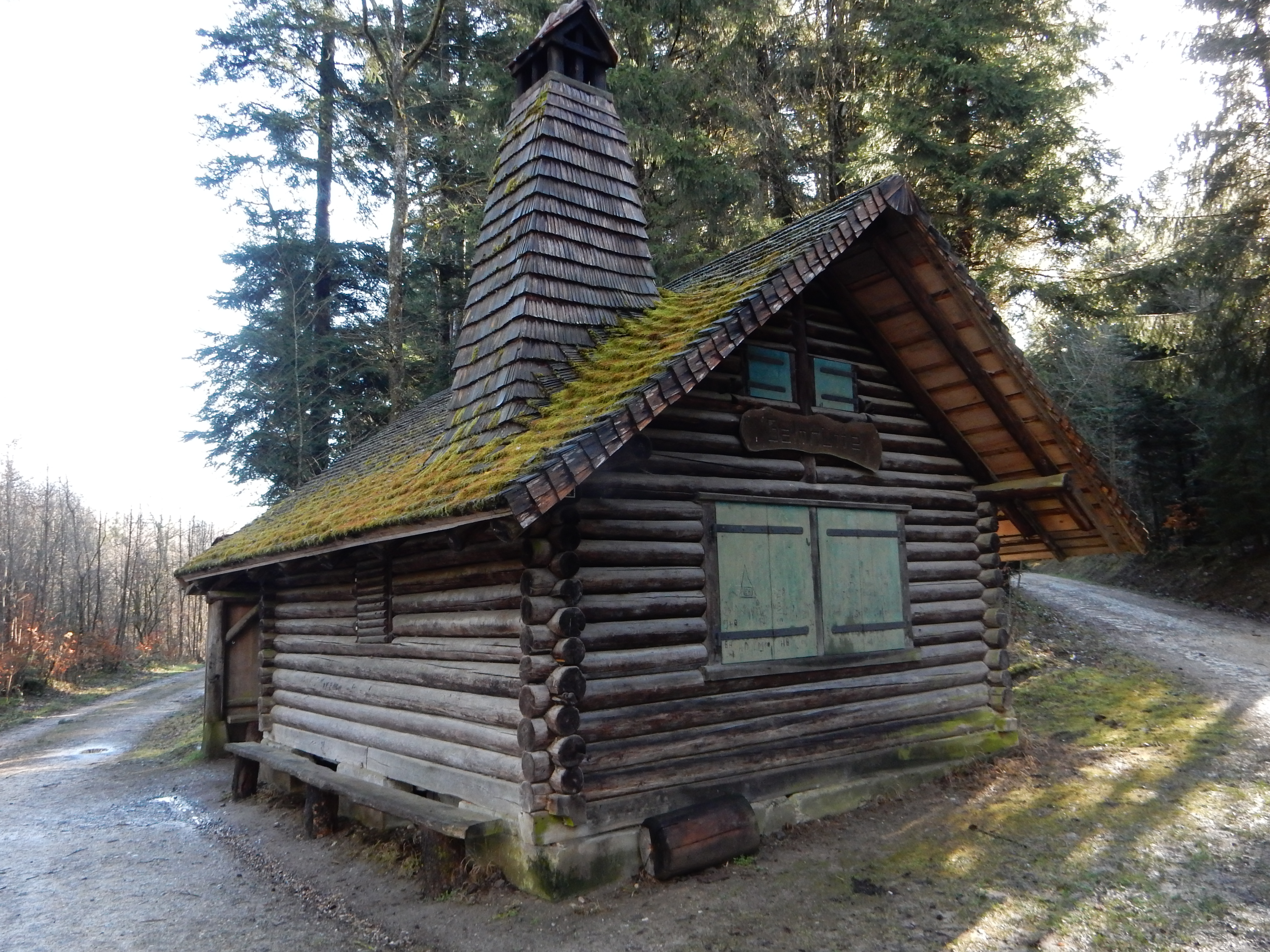
Die Galmhütte in der Mitte des Waldes

## Bewohner

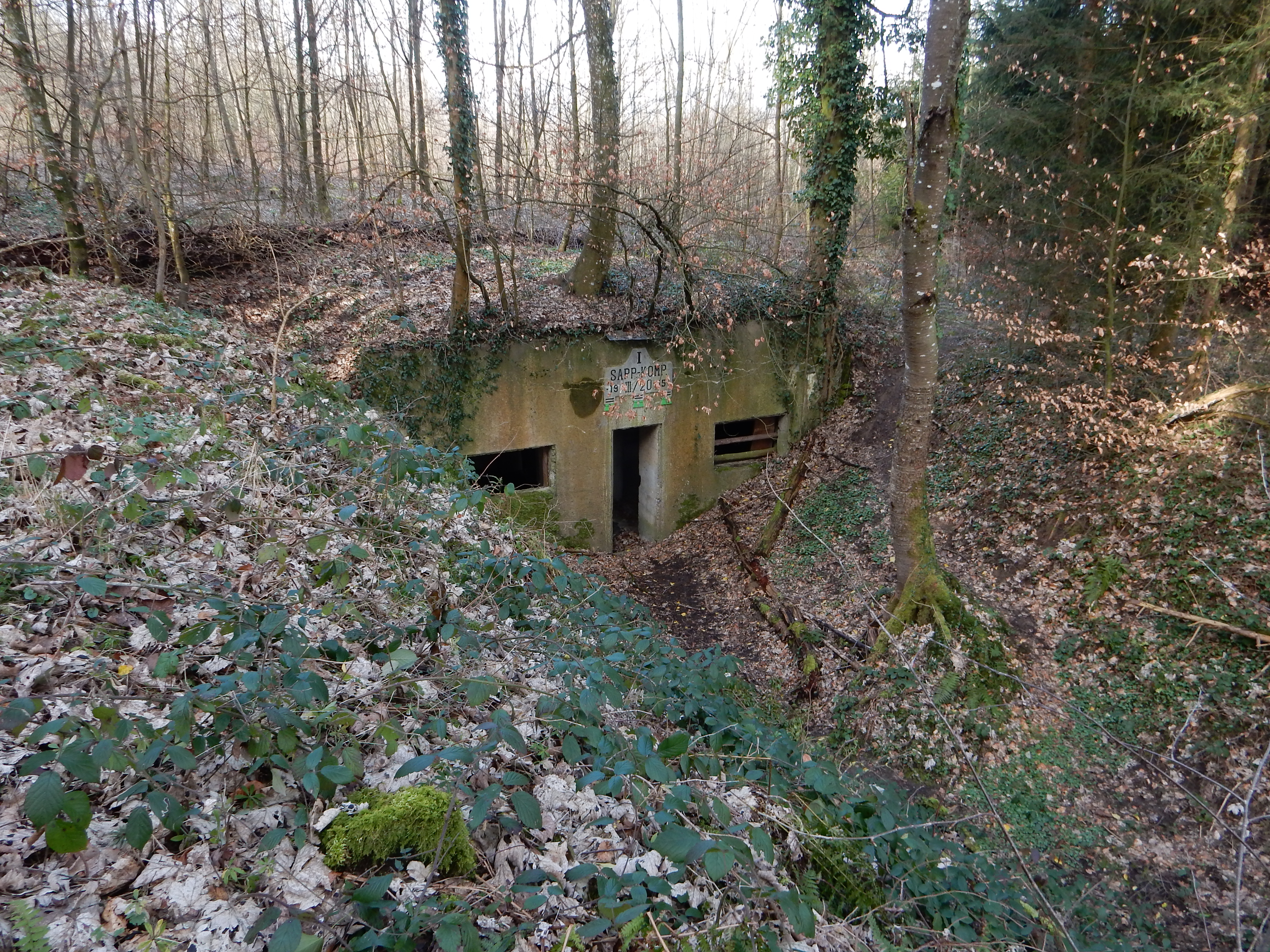
Der Bunker, in dem der einzige Bewohner des Galmwaldes lebte.

Offiziell bewohnt niemand den Galmwald. Bis in die 1970er-Jahre lebte jedoch während eines Vierteljahrhunderts Michel «Ärnschtu» (Ernst) Gyoth dort. Weil er in einem Bunker hauste, erhielt er den Übernamen Bunker-Ärnschtu. Der Bunker, in dem die I. Sappeur-Kompanie III/20 im Ersten Weltkrieg Dienst geleistet hatte, befindet sich auf der westlichen Seite des Waldes nahe beim Dorf Salvenach.